# Zauber der Venus
Zauber der Venus ist ein Spielfilm des ungarischen Regisseurs István Szabó aus dem Jahr 1991.

## Handlung
Der noch weithin unbekannte Dirigent Zoltán Szantó aus Ungarn will in Paris die Oper Tannhäuser von Richard Wagner aufführen, die in 27 Länder übertragen werden soll. Doch bis zu seinem Ziel muss er viele Hindernisse überwinden, z. B. wird die Bezahlung seiner Gage immer wieder hinausgezögert, es gibt Sprachprobleme und Animositäten unter den Mitwirkenden aus ganz Europa, Gewerkschaftsmitglieder, die sich strikt an ihren Arbeitsplan halten, Überstunden verweigern. Ob Orchesterproben in voller Besetzung überhaupt möglich sind, lässt den Dirigenten an der Realisierung der Oper auf der Bühne zweifeln. Außerdem tragen Sänger, Bühnenarbeiter, der Intendant ständig Wünsche an ihn heran, die er möglichst erfüllen soll, und an erotischen Angeboten fehlt es auch nicht.
Während dieser chaotischen Zeit verliebt er sich leidenschaftlich in den Star der Aufführung, Karin Anderson. Während einer Pause in der Probenarbeit gibt Karin Anderson ein Konzert in Budapest. Nach dem Konzert kommt es zu einem Treffen zwischen der Diva, dem Dirigenten und seiner Frau, die ahnt, wie es zwischen den beiden steht. In der Wohnung der Szantó kommt es zu einer dramatischen Auseinandersetzung zwischen dem Ehepaar, seine Frau will ihn nicht freigeben, und Szantó kann sich vor seiner Frau nur mit Mühe auf die Straße retten. Da Karin aber keine geheime Affäre mit ihm leben will, bricht sie die Beziehung ab. Szantó rastet aus, randaliert vor ihrer Tür – sowohl in Budapest als auch in Paris, und wird jedes Mal von der Polizei abgeführt. Karin Anderson blockt jeden Versuch eines Kontakts ab, Szantó stürzt in eine Krise, und er zweifelt, ob er die in ihn gesetzten Erwartungen überhaupt erfüllen kann. Die Aufführung droht zu scheitern, zumal die Nervosität sowohl beim Management als auch bei der Crew vor der Premiere immer weiter zunimmt.
Als der Tag der Aufführung gekommen ist, geraten die Mitwirkenden in Panik. Das Fernsehen hat schon die Übertragungswagen aufgestellt, doch aufgrund eines Streiks weigert sich ein Bühnenarbeiter, den eisernen Vorhang hochzuziehen, und aus Gründen gewerkschaftlicher Solidarität wagt es niemand, die Order der Gewerkschaft zu ignorieren. Vor der Oper demonstrieren zudem Umweltaktivisten und erschweren den Besuchern den Zugang, und das Licht fällt aus. Schließlich singen die Darsteller vor dem Vorhang, der Chor füllt die freien Gänge im Parkett, und die Musiker spielen, dieses Mal in voller Besetzung, im Orchestergraben.

## Produktion

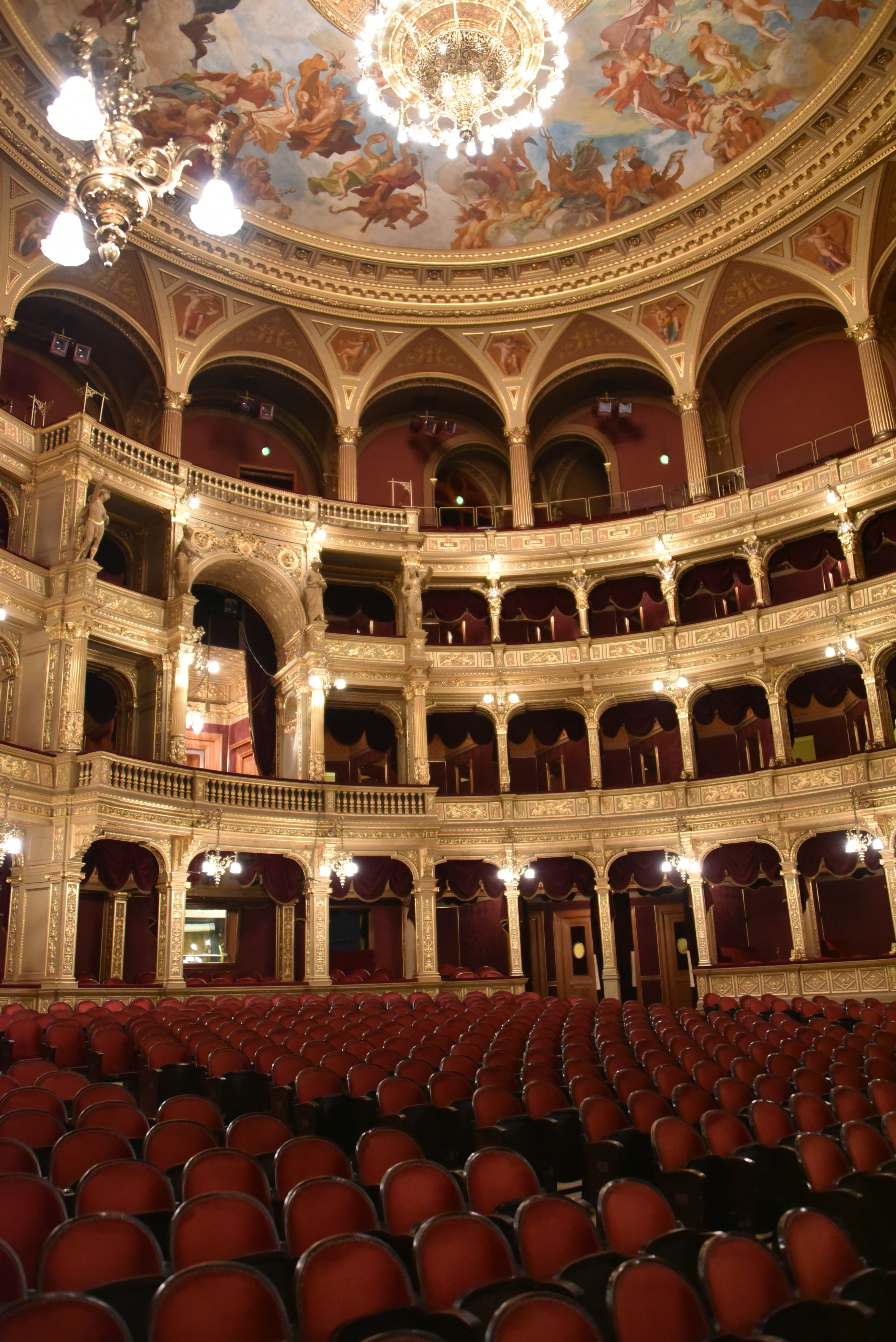
Ungarische Staatsoper, Budapest

Für Kameramann Lajos Koltai war es der achte gemeinsame Film mit Regisseur István Szabó.
Verantwortlich für die Kostüme war Catherine Leterrier. Die Kostüme für Glenn Close entwarf Geoffrey Beene (1924–2004), die Kostüme für Macha Meril stammen aus dem Haus Cerruti, Paris.
Drehorte waren u. a. neben Paris die Ungarische Staatsoper und der Flughafen in Budapest sowie das Mafilm-Studio in Ungarn.
Ein Gag im Film ist, dass der Name István Szabó in mehreren Rollen in verschiedenen europäischen Sprachen variiert wird: István Sarto (István Szabó ungar. = Stefan Schneider; sarto it., tailleur franz., taylor engl. = Schneider), der Dirigent der Opera Europa sowie Stefan Schneider, Stephen Taylor, Stefano del Sarto, Étienne Tailleur, Sänger und Mitarbeiter der Oper.

### Musik
Die Stücke aus der Oper Tannhäuser von Richard Wagner spielt das New Philharmonia Orchestra unter der Leitung von Marek Janowski. Es singen u. a. Kiri Te Kanawa (Elisabeth), René Kollo (Tannhäuser), Waltraud Meier (Venus) und Håkan Hagegård (Wolfram von Eschenbach), sowie die Ambrosian Singers unter der Leitung von John McCarthy. Das Piano spielt Catherine Cournot. Kiri Te Kanawa singt beim Rezital in Budapest das Lied Du bist wie eine Blume von Robert Schumann und wird am Piano begleitet von Roger Vignoles. Der Komponist David Bedford war an der Bearbeitung und Orchestrierung der Filmmusik beteiligt.
Das Lied, das drei Mitglieder des Ensembles am Abend vor der Premiere singen, ist das georgische Lied Suliko.

## Veröffentlichung
Kinostart des Films war am 1. September 1991. 2006 veröffentlichte Warner Bros eine DVD in Englisch und Deutsch. Am 11. Mai 1991 brachte Warner Bros Records unter dem Titel „’Meeting Venus’, Highlights from Wagner's Tannhäuser“ eine Audio-CD heraus. Es singen Kiri Te Kanawa, Hakan Hagergard, René Kollo, Waltraud Meier und die Ambrosian Singers. Enthalten sind 11 Titel aus der Oper, sowie das Lied „Du bist wie eine Blume“ (Op. 25, Nr. 2) von Robert Schumann.

## Kritiken
Das Filmmuseum Potsdam, das den Film 2003 innerhalb seiner Szabó-Retrospektive zeigte, schreibt: „Im Mikrokosmos einer Operninszenierung spiegelt Szabó Europa nach dem Kollaps des Kommunismus. Europa als verwinkeltes Opernhaus der Intriganten und Starrköpfe - dem Film kann man die Aktualität nicht absprechen“, und das Lexikon des Internationalen Films bezeichnet ihn als „[...] virtuos komponierter filmischer Reigen um die Themenkreise Kunst und Politik, aber auch um die geistige und sinnliche Verwirklichung der menschlichen Existenz. Der ebenso dramatische wie humorvolle Film ist reich an inneren Bezügen und unterhält vorzüglich als intelligenter Kommentar zum europäischen Kulturbetrieb,“ und der Fischer Film Almanach von 1992 als  "ein bezauberndes Meisterwerk. Unter Szabos Regie laufen Glenn Close, Niels Arestrup und vor allem Erland Josephson zu darstellerischer Hochform auf. Selbst die Nebenrollen sind hervorragend besetzt."
Hellmuth Karasek, der Filmkritiker des Spiegel, der angesichts des aus Stars aus aller Welt zusammengemixten Casts das Schlimmste (einen „Europudding“) befürchtet hatte, ist nach dem Film des Lobes voll: über den Regisseur, die Schauspieler, die Sänger, d. h. den ganzen Film mit seiner „hemmungslos melodramatischen Liebesgeschichte“, und schreibt: „Zauber der Venus ist ein schwungvoller, geistreicher, melodramatischer Film. Er vereint europäischen Charme mit amerikanischem Kinogefühl.“
„Zauber der Venus ist deshalb ein heiterer Glücksfall, weil sich in dem Film, der zeigt, wie eine Oper inmitten der europäischen Sprachverwirrungen, der nationalen Animositäten und gewerkschaftlich geregelten Arbeitsbedingungen entsteht, auch die Entstehung des Films selbst ironisch spiegelt“ und konstatiert: „[...] Kunst als Kompromiß zwischen himmelstürmendem Höhenflug und irdischer Praxis. Eitelkeit und Idealismus und gewerkschaftlich geregelte Arbeitszeit kollidieren in der Oper, die die gefühlsseligste (und damit auch die verlogenste) aller Künste ist.“
Roger Ebert zieht in seiner Filmkritik folgendes Fazit: „Die Musik im Film hat einen hohen Standard [...], aber es gibt nicht viel, und wir sehen tatsächlich wenig von "Tannhäuser". Es ist nicht das Ziel. Vielleicht geht es darum, dass die Oper trotz all ihrer Romantik und ihres Zufalls der Absurdität des Lebens nicht nahe kommen kann. Oder es kann sein, dass Europa durch Kunst sein gemeinsames Schicksal finden muss. Wenn ja, scheint Szabo zu argumentieren, wird es keine leichte Aufgabe sein.“
Bei Rotten Tomatoes erreichte der Film eine Positiv-Quote von 100 % bei fünf Kritiken, deren durchschnittliche Wertung bei 7,3/10 liegt.

## Auszeichnungen
- Auf den Filmfestspielen von Venedig 1991 war der Film für einen Goldenen Löwen nominiert, der dann jedoch an den sowjetischen Beitrag Urga vergeben wurde.